# Ellyard Nunatak
Ellyard Nunatak är en nunatak i Antarktis. Den ligger i Östantarktis. Australien gör anspråk på området. Toppen på Ellyard Nunatak är 1 719 meter över havet.
Terrängen runt Ellyard Nunatak är huvudsakligen lite kuperad. Trakten är obefolkad. Det finns inga samhällen i närheten.